# سارة وين كوليز
سارة وين كوليز (بالإنجليزية: Sarah Wayne Callies؛ ولدت في 1 يونيو 1977) هي ممثلة أمريكية اشتهرت بلعب دور سارا تانكريدي في المسلسل التلفزيوني الأمريكي بريزون بريك، وأيضاً أدّت دور لوري جرايمز في مسلسل لـإيه إم سي وهو الموتى السائرون, كما ادت دور كاتي بومن في المستعمرة (مسلسل)

## عنها
ولدت كاليس في لا غرانت (إلينوي). انتقلت مع عائلتها إلى هونولولو، هاواي في سنتها الأولى. في فترة شبابها اعلنت عن رغبتها في التمثيل من خلال المشاركة بالعديد من المسرحيات في مدرستها. بعد تخرجها من المدرسة الثانوية، دخلت كلية دارتموث في هانوفر، نيو هامبشاير. بالتزامن مع دراستها، ظلت كاليس تشارك في المسرح. وواصلت تعليمها في المعهد الوطني للمسرح، حيث حصلت على درجة الماجستير في الفنون الجميلة في 2002.

## وصلات خارجية
- سارة وين كوليز على موقع IMDb (الإنجليزية)
- سارة وين كوليز على موقع ميتاكريتيك (الإنجليزية)
- سارة وين كوليز على موقع روتن توميتوز (الإنجليزية)
- سارة وين كوليز على موقع قاعدة بيانات الأفلام العربية
- سارة وين كوليز على موقع ألو سيني (الفرنسية)
- سارة وين كوليز على موقع ميوزك برينز (الإنجليزية)
- سارة وين كوليز على موقع تيرنر كلاسيك موفيز (الإنجليزية)
- سارة وين كوليز على موقع أول موفي (الإنجليزية)
- سارة وين كوليز على موقع قاعدة بيانات الأفلام السويدية (السويدية)
- سارة وين كوليز على موقع إن إن دي بي (الإنجليزية)

.
- سارة وين كوليز نسخة محفوظة 23 مايو 2009 على موقع واي باك مشين. في تي في.كوم.
- سارة تتحدث إلى TVaddict.com.